# Рельеф Москвы

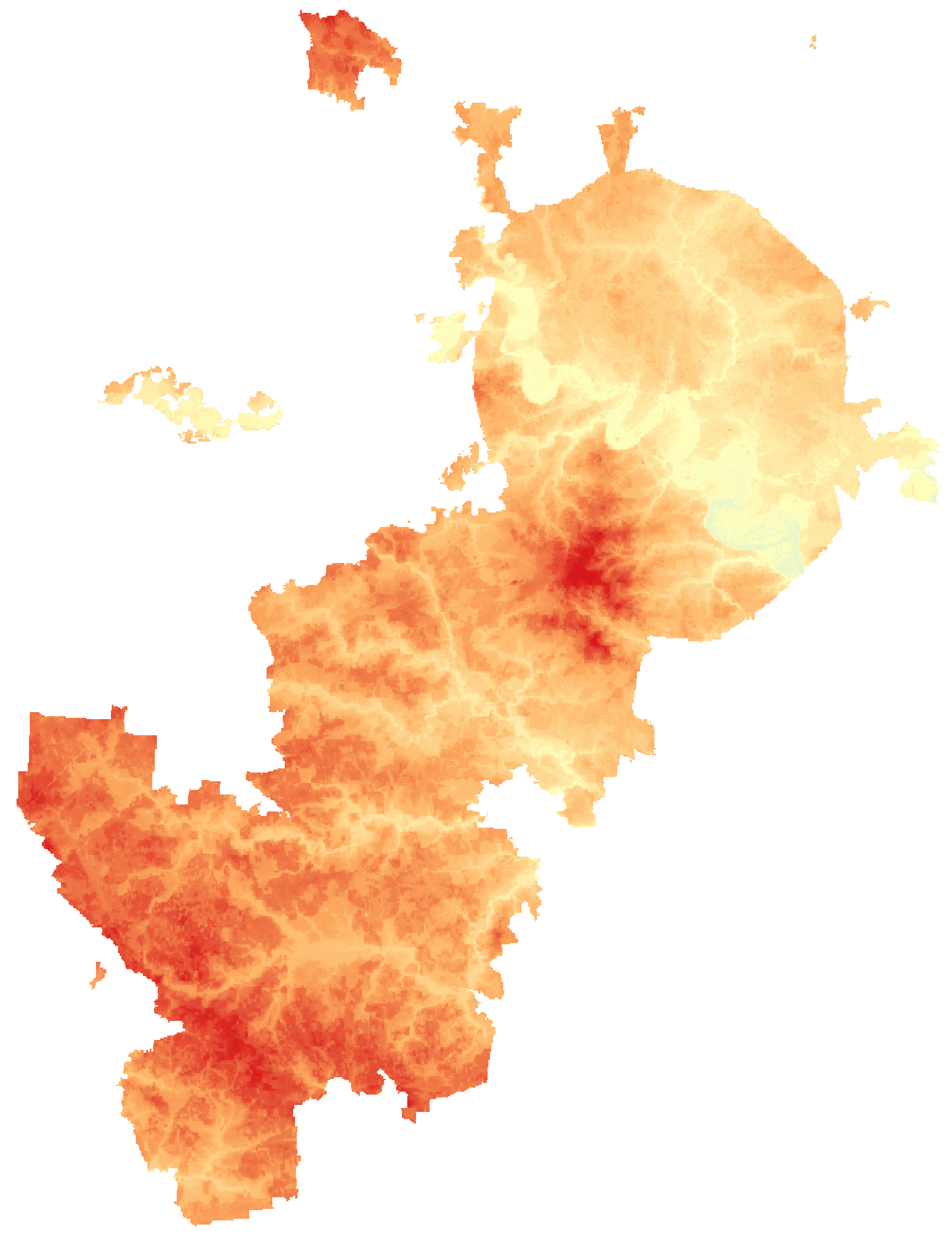
Карта относительных высот Москвы, данные SRTM

Рельеф Москвы определяется сложной территорией, которая характеризуется большой историей формирования и разновидностей ландшафтов. Природный рельеф подвергся значительным изменениям в ходе продолжительной и масштабной строительной деятельности.

## Описание
Москва и прилегающие территории находятся на стыке Смоленско-Московской возвышенности, Москворецко-Окской равнины и Мещёрской низменности. Рельеф Москвы имеет доледниковые характеристики, развивался в ходе оледенений четвертичного периода и водной эрозии рек. Значительная часть Москвы находится в границах моренной и флювиогляциальной равнин с большими долинами рек, присутствует пойма и надпойменные террасы (Москва-река, Яуза, Сетунь и т. д.).
В нынешнем рельефе Москвы заметен крупный элемент доледникового рельефа — Теплостанская возвышенность, проходящая от районов Ясенево и Беляево-Богородское к излучине Москвы-реки рядом с Лужниками; высота её в районе санатория «Узкое» составляет 253 м над уровнем моря и больше 130 м над уровнем Москвы-реки, это наибольшая высота для Москвы. Круто уходя вниз к реке, она образует Воробьевы горы; на северо-западе Теплостанской возвышенности находятся Татаровские высоты, с трёх сторон окружённые большой излучиной Москвы-реки. Самые низкие абсолютные высоты фиксируются в долине реки Москвы (до 120 м), у неё есть пойма и три надпойменные террасы (Ходынская, Мневниковская и Серебряноборская), разность высот достигает 35 м. Различие элементов рельефа и контрастный вид определённых частей Москвы зависят в большей степени от долины Москвы-реки, которая входит в город в северо-западной части и в самой Москве образует ряд излучин с крутыми берегами (Ленинские горы) и большими поймами (Лужники, Нагатино). Восточная и юго-восточная части Москвы находятся на Мещёрской низменности; эти части города имеют плоскую форму и самые низкие высоты.
Знаменитая фраза «Москва стоит на семи холмах» имеет некоторую неточность: изолированные холмы в Москве отсутствуют, есть сравнительно повышенные территории водоразделов, образовавшихся в ходе деления всей территории долинами рек, впадающих в Москву. Ряд водоразделов по своему строению довольно асимметричны, в частности, водораздел между рекой Неглинной и рекой Яузой, идущий практически вдоль проспекта Мира и улицы Сретенка, резко уходит вниз в сторону улицы Неглинной и имеет достаточно пологую форму в сторону Яузских ворот.
По своему строению долины небольших рек юго-западной части Москвы имеют ряд отличий от речных долин прочей территории: для первой типичны неширокие, но довольно глубокие долины с достаточно разработанными руслами (реки Сетунь, Котловка, Чертановка и пр.), для второй — плоские, относительно широкие поймы, зигзагообразные русла, низкие болотистые берега (реки Лихоборка, Нищенка, Серебрянка и пр.). Отличительная характеристика склонов ряда участков долин — присутствие старых и современных оползней (на правом берегу реки Москвы рядом с Серебряным бором, в районах Фили — Кунцево, Хорошёво, Ленинских гор, Коломенского).

В ходе роста города природный рельеф Москвы из-за осуществления строительной деятельности значительно изменился. В городе было осушено больше сотни малых речек, ручьёв и оврагов, десятки стариц и болот, больше 700 прудов. Самыми значительными примерами рукотворного рельефа являются выемки и насыпи автомобильных и железных дорог, деривационного канала, канала имени Москвы, Карамышевского и Хорошёвского спрямлений Москвы-реки, Химкинского водохранилища, Крылатского гребного канала.

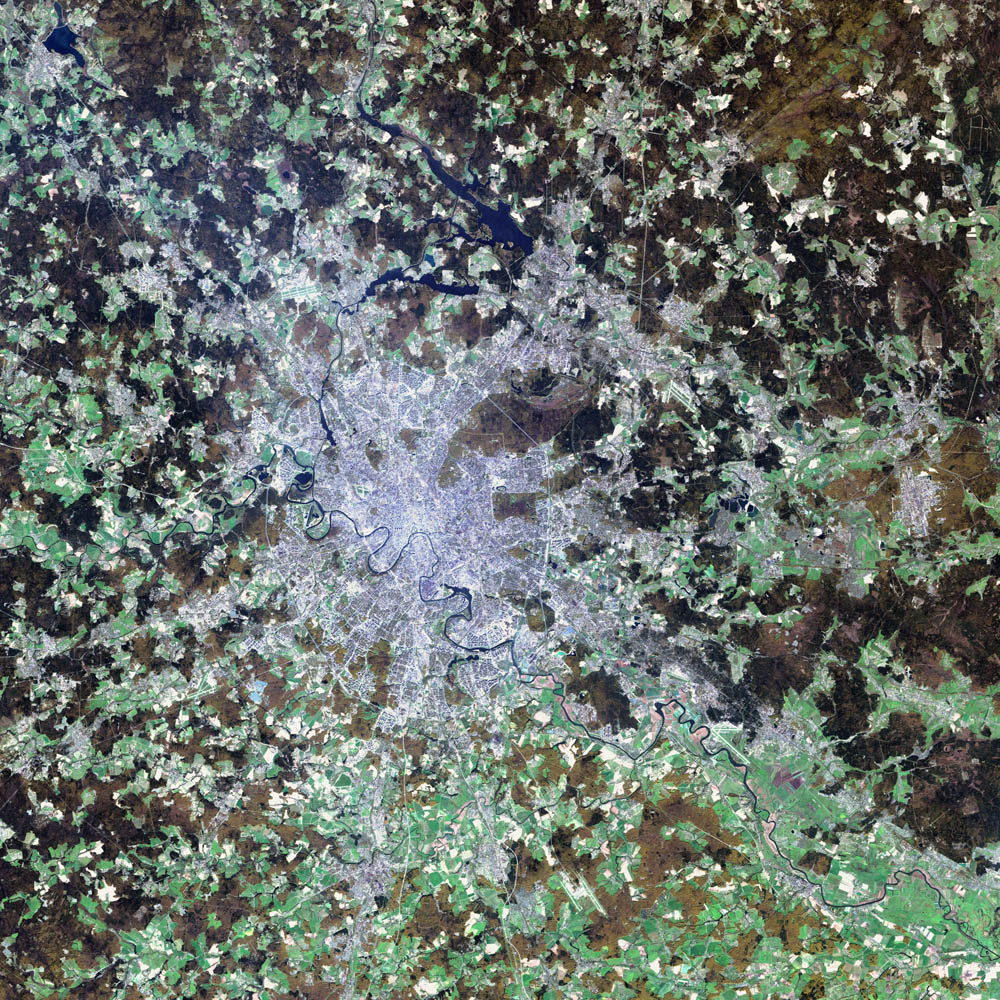
Вид Москвы и пригородов со спутника

Из-за вертикальной застройки Москвы был срезан ряд полезных элементов рельефа и, напротив, искусственно возвышены насыпями снижения в рельефе. На территории большого количества ранее существовавших малых рек и ручьёв, лощин, оврагов в настоящее время находятся проезды, улицы, скверы, здания и др. При последующей планировке и застройке территории Москвы ведётся учёт главных особенностей рельефа, это повышает эстетику города, а также делает вклад в комплексное решение ряда вопросов, касающихся экологии в целом.